# Le Sac de Rome (film, 1910)
 (juillet 2025).
Pour l’article homonyme, voir Sac de Rome.
Pour plus de détails, voir Fiche technique et Distribution.
Le Sac de Rome (titre original : Il sacco di Roma) est un film italien réalisé en 1910 par un réalisateur inconnu.

## Fiche technique
- Réalisation et scénario : Inconnu
- Société de production et de distribution : Società Italiana Cines
- Pays : Italie
- Genre : Drame historique
- Format : Muet - Noir et blanc - 1,33:1 - 35 mm
- Métrage : 242 m
- Date de sortie :
  -  Royaume d'Italie : juillet 1910
  -  France : 8 août 1910